# Római jegyzőkönyvek

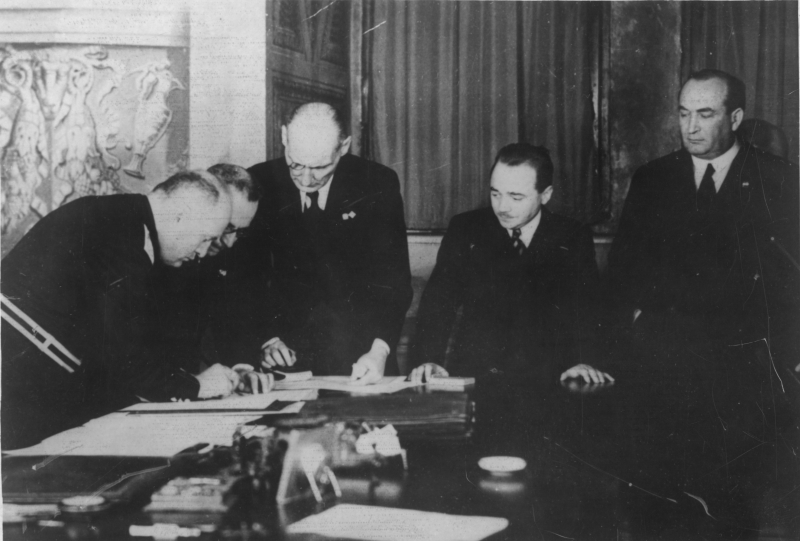
Olaszország, Ausztria és Magyarország konferenciája Rómában

A római jegyzőkönyvek három nemzetközi megállapodás, amelyeket 1934. március 17-én kötöttek Rómában Ausztria, Magyarország és Olaszország kormányai között. Ezeket Benito Mussolini olasz miniszterelnök, Engelbert Dollfuss osztrák kancellár és Gömbös Gyula magyar miniszterelnök írta alá. Valamennyi jegyzőkönyv 1934. július 12-én lépett hatályba, és 1934. december 12-én jegyezték be a Nemzetek Szövetsége Szerződéssorozatába.
Az első jegyzőkönyv nagyon rövid volt, és nem tartalmazott kikötéseket, csak egy rövid nyilatkozatot, amelyben az aláírók vállalták, hogy „hogy közösen tanácskozzanak minden őket különösen érintő, valamint általános jellegű problémáról azzal a céllal, hogy az Olaszország és Ausztria, Olaszország és Magyarország, valamint Ausztria és Magyarország között fennálló, számos közös érdek elismerésén alapuló barátsági szerződések szellemében egybehangzó politikát folytassanak, amely az európai államok, különösen Olaszország, Ausztria és Magyarország közötti hatékony együttműködés előmozdítására irányul”. A következő bekezdésben a három kormány kötelezettséget vállalt arra, hogy „amennyiben legalább az egyikük azt kívánatosnak tartja, közös konzultációkat tart”.
A második jegyzőkönyv a három kormány közötti gazdasági kapcsolatokról szólt. Az első cikkben a három kormány kötelezettséget vállalt arra, hogy semmilyen akadályt nem állít a köztük lévő kereskedelem elé, és ennek érdekében kereskedelmi szerződéseket köt. A második cikkben a felek vállalták, hogy a búza árának csökkenése miatt segítik a magyar kormányt. A harmadik cikkben a felek vállalták, hogy megkönnyítik az áruk gyors átszállítását az Adriai-tenger kikötőin keresztül. A negyedik cikkben a felek kötelezettséget vállaltak egy szakértői bizottság felállítására, amely további ajánlásokat tesz a gazdasági területen.
A harmadik jegyzőkönyvet csak Olaszország és Ausztria kormánya kötötte meg. Az első cikkben mindkét kormány kötelezettséget vállalt arra, hogy a lehető leghamarabb új kereskedelmi szerződést köt egymással. A második cikkben vállalták, hogy a megtárgyalandó új kereskedelmi szerződésben kereskedelmi kiváltságokat biztosítanak egymásnak.

## Fordítás
Ez a szócikk részben vagy egészben  a   Rome Protocols című angol Wikipédia-szócikk ezen változatának fordításán alapul.  Az eredeti cikk szerkesztőit annak laptörténete sorolja fel. Ez a jelzés csupán a megfogalmazás eredetét és a szerzői jogokat jelzi, nem szolgál a cikkben szereplő információk forrásmegjelöléseként.